# Diego Arias
Diego Alejandro Arias Hincapie (mer känd som Arias), född 15 juni 1985 i Pereira, Colombia , är en colombiansk fotbollsspelare som för närvarande spelar som mittfältare för Atlético Nacional i Categoría Primera A. Han började sin karriär som ungdomsspelare i Deportivo Pereira.